# Обыкновенный антиас
Обыкновенный антиас, или средиземноморский антиас (лат. Anthias anthias), — вид лучепёрых рыб из семейства каменных окуней (Serranidae). Максимальная длина тела 27 см. Распространены в восточной части Атлантического океана, включая Средиземное море.

## Описание
Тело относительно высокое, покрыто ктеноидной чешуёй. Высота тела на уровне первого колючего луча спинного плавника составляет 29—39 % от стандартной длины тела. Длина головы составляет 30—37 % от стандартной длины тела. Диаметр глаза превышает длину рыла. На обеих челюстях зубы конической формы, клыковидные зубы есть в передней части каждой челюсти. Зубы на сошнике расположены в форме треугольного пятна без заднего расширения. Изредка есть зубы на языке. Две ноздри с каждой стороны головы расположены близко друг к другу. Большая часть головы, включая челюсти, покрыта чешуёй. На верхней части первой жаберной дуги 11—14 жаберных тычинок, а на нижней части — от 27 до 33 тычинок. В жаберной перепонке семь лучей. В спинном плавнике 10 колючих и 13—16 (обычно 15) мягких лучей; третий колючий луч удлинённый. В анальном плавнике 3 колючих и 7 мягких лучей. Мягкие лучи в средней части спинного и анального плавников удлинённые. В грудных плавниках 18—22 мягких луча. Брюшные плавники удлинённые. Хвостовой плавник серпообразный, глубоко раздвоенный. Нижняя лопасть обычно длиннее верхней. Боковая линия полная, с 36—39 чешуйками, доходит до основания хвостового плавника. Позвонков 26, из них 10 туловищных и 16 хвостовых.
Тело красного или розового цвета с желтоватым или мраморным оттенком. По бокам головы проходят от одной до трёх ярко-жёлтых линий. На спине часть есть коричневатые пятна.
Максимальная длина тела 27 см, обычно до 18 см.

## Ареал и образ жизни
Распространены в восточной части Атлантического океана от Средиземного моря и Португалии до Намибии, включая близлежащие океанические острова. Морские бентопелагические рыбы. Обитают над скалистыми и гравийными грунтами на глубине от 15 до 300 м. Ведут ночной образ жизни. Питаются мелкими рыбами и ракообразными. Протогинические гермафродиты. В Средиземном море нерестятся с июля до сентября.